# Joaquim Amat-Piniella
Pour les articles homonymes, voir Amat et Piniella.
Joaquim Amat-Piniella, né le 22 novembre 1913 à Manrèse (province de Barcelone) et mort le 3 août 1974 à L'Hospitalet de Llobregat (province de Barcelone), est un écrivain espagnol de langue catalane.
Il est connu principalement pour son roman autobiographique K. L. Reich qui traite de son expérience de déporté dans le camp de Mauthausen.

## Biographie
Il est le fils de l'artiste et professeure de chant Concepció Piniella i Blanqué (1877-1953).
Militant du parti Esquerra Republicana de Catalunya, il prit part à la Guerre civile espagnole du côté républicain et s'exila en France à la fin des combats, lors de la Retirada. Il fut interné dans les camps pour les exilés espagnols du Roussillon (Argelès). Il fut ensuite forcé de travailler en CTE (Compagnie de Travailleurs Étrangers) sur la ligne Maginot (au sein de la 109e CTE, celle des Espagnols) avant d'être fait prisonnier par l'armée allemande en juin 1940 à la frontière suisse, pays dont les Espagnols antifascistes espéraient pouvoir compter sur l'hospitalité. Mais le gouvernement helvétique leur refuse l'entrée - car trop marqués à gauche, trop « rouges » - alors qu'il l'accorde aux soldats et officiers français qui échapperont ainsi aux allemands. Amat-Piniella et ses compatriotes, dont son grand ami le dessinateur de bandes dessinées José Cabrero Arnal (futur créateur de Pif le chien après 1945 et la libération des camps de concentration), seront déportés au camp d'extermination de Mauthausen en tant que républicains espagnols, les « Rote Spanier », déportés en chemise rayée portant un triangle bleu frappé d'un « S » rouge. Entré à Mauthausen le 27 janvier 1941, Amat-Piniella survécut dans ce terrible camp pendant cinq années, jusqu'à l'arrivée des troupes américaines qui libérèrent le camp en mai 1945. Après une convalescence française ( à Saint-Antonin-Noble-Val en Tarn-et-Garonne) et ayant repris des forces et du poids, il part pour Andorre où il écrit les premières pages d'un livre qui va le faire connaître.
Son roman le plus connu est K.L. Reich, œuvre écrite en 1946 en Andorre, qui décrit de façon saisissante la vie dans le camp de concentration de Mauthausen. Il fut publié en 1963 et reçut le Prix Fastenrath. Ce livre avait été écrit entre 1945 et 1946, mais la dictature de Franco en avait alors interdit la publication. Une version expurgée fut publiée en 1963, mais ce n'est qu'en 2001 que le texte intégral du chef-d'œuvre d'Amat-Piniella fut rendu public. Le livre est dédié au général américain qui libéra le camp, Omar Bradley.
Joaquim Amat-Piniella est le cofondateur de l'Amicale de Mauthausen.

## Œuvre
- Les Llunyanies (1940-1946)
- K. L. Reich (autobiographie, 1946)
  - trad. fr. et postface par Dominique Blanc, K. L. Reich, Verdier, 2025
- El Casino dels Senyors (1956)
- Roda de solitaris (1957)
- La Pau a casa (1959)
- La Ribera deserta (1966)